# 弗拉西
弗拉西（法語：Flacy，法語發音：[flasi]）是法国勃艮第-弗朗什-孔泰大区约讷省的一个市镇，属于桑斯区。

## 地理
弗拉西（48°13'36"N, 3°36'14"E）面积12.5 平方千米，位于法国勃艮第-弗朗什-孔泰大區约讷省，该省份为法国中北部内陆省份，西接卢瓦雷省，西北接塞纳-马恩省，南至涅夫勒省，东临科多尔省，东北与奥布省接壤。
与弗拉西接壤的市镇（或旧市镇、城区）包括：里尼勒费龙、维莱讷、巴尼欧、库卢尔、莫利农、莱谢日、阿舍韦克新城。

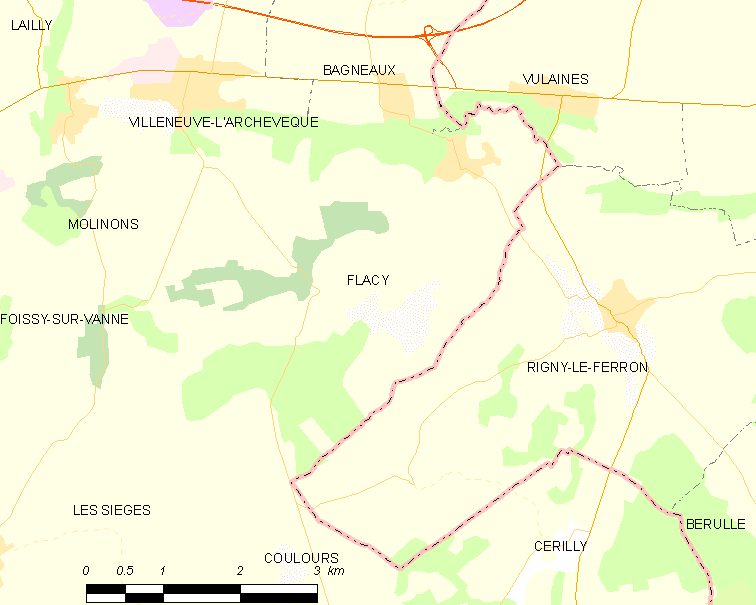
弗拉西的OSM定位图

弗拉西的时区为UTC+01:00、UTC+02:00（夏令时）。

## 行政
弗拉西的邮政编码为89190，INSEE市镇编码为89165。

## 政治
弗拉西所属的省级选区为阿尔芒松河畔布列农县。

## 人口

1962-2008年间弗拉西人口变化图示

弗拉西于2022年1月1日时的人口数量为122人。